# Isla Minoo
La isla Minú (en persa: جزیره مینو, Jazire-ye Minou) es una isla iraní y una ciudad en la provincia de Juzestán (استان خوزستان), ubicada en el golfo Pérsico, en el suroeste de Irán. La ciudad de Minushahr se encuentra en la isla. Toda la isla se integra en el distrito de Minu del condado de Jorramshahr. Está cerca de la ciudad de Abadán.